# Cañamares
Cañamares è un comune spagnolo di 500 abitanti situato nella comunità autonoma di Castiglia-La Mancia.